# Treingewicht

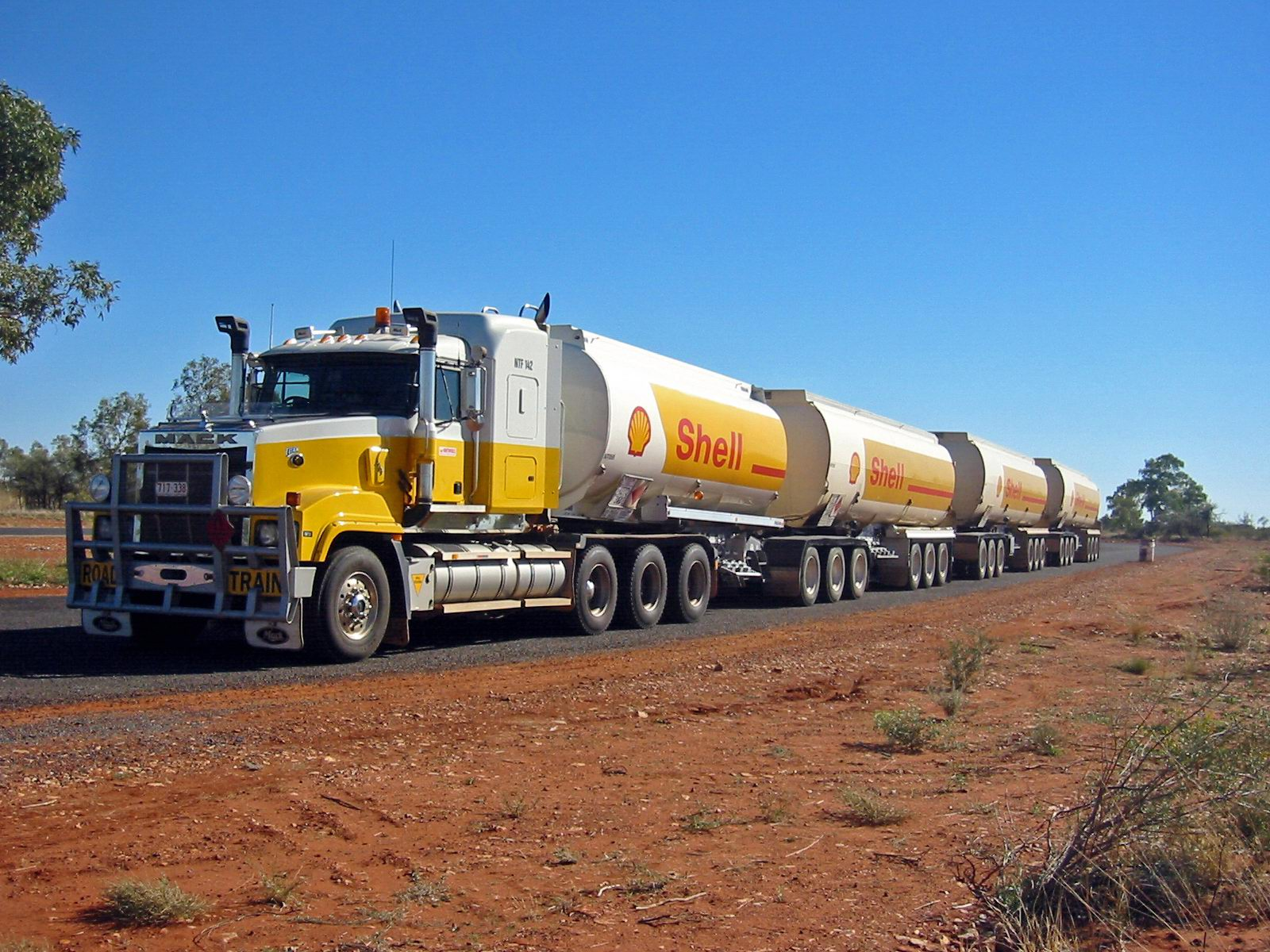
Voorbeeld van een "trein" van voertuigen.

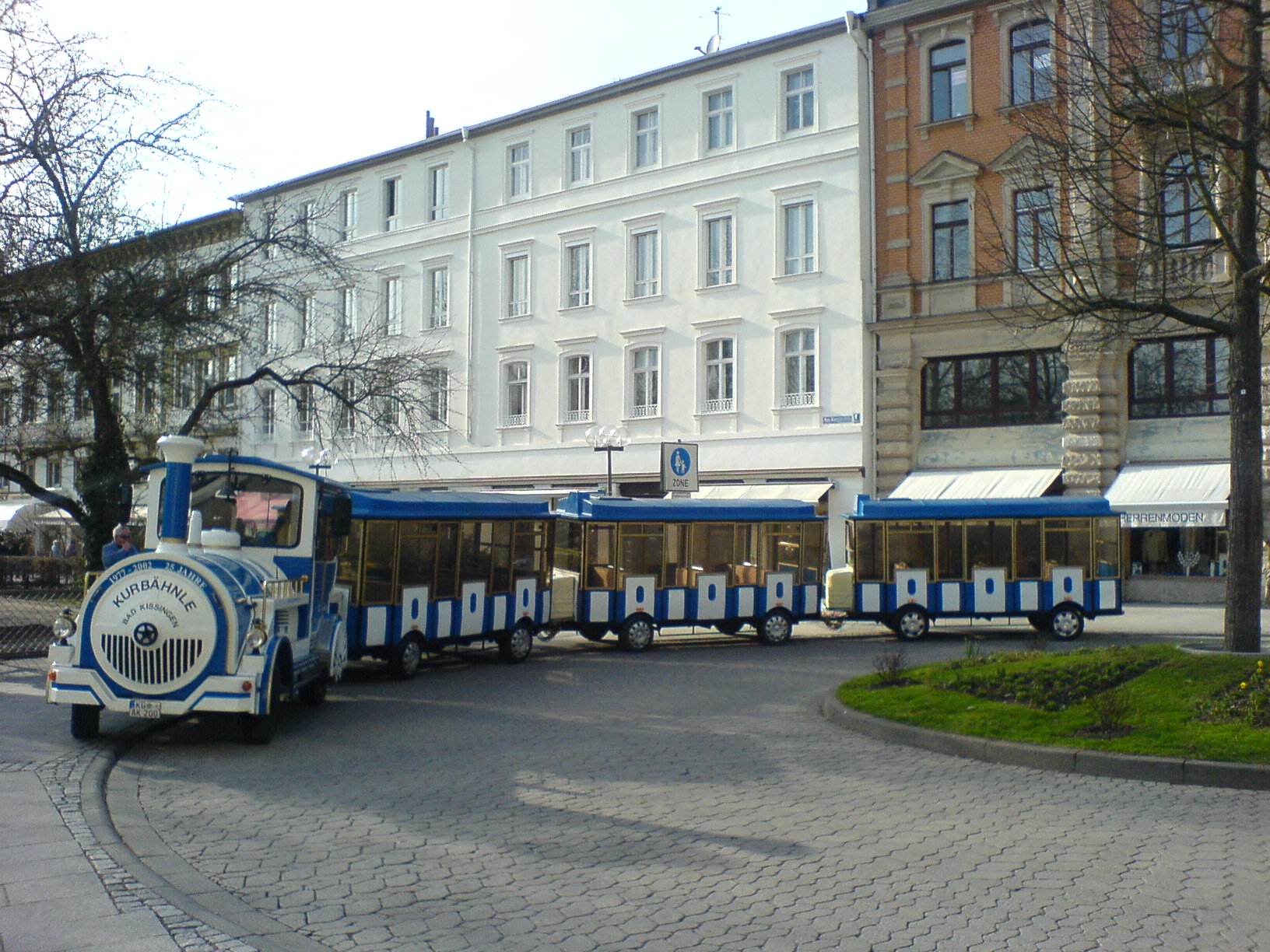
Nog een voorbeeld van een trein van voertuigen.

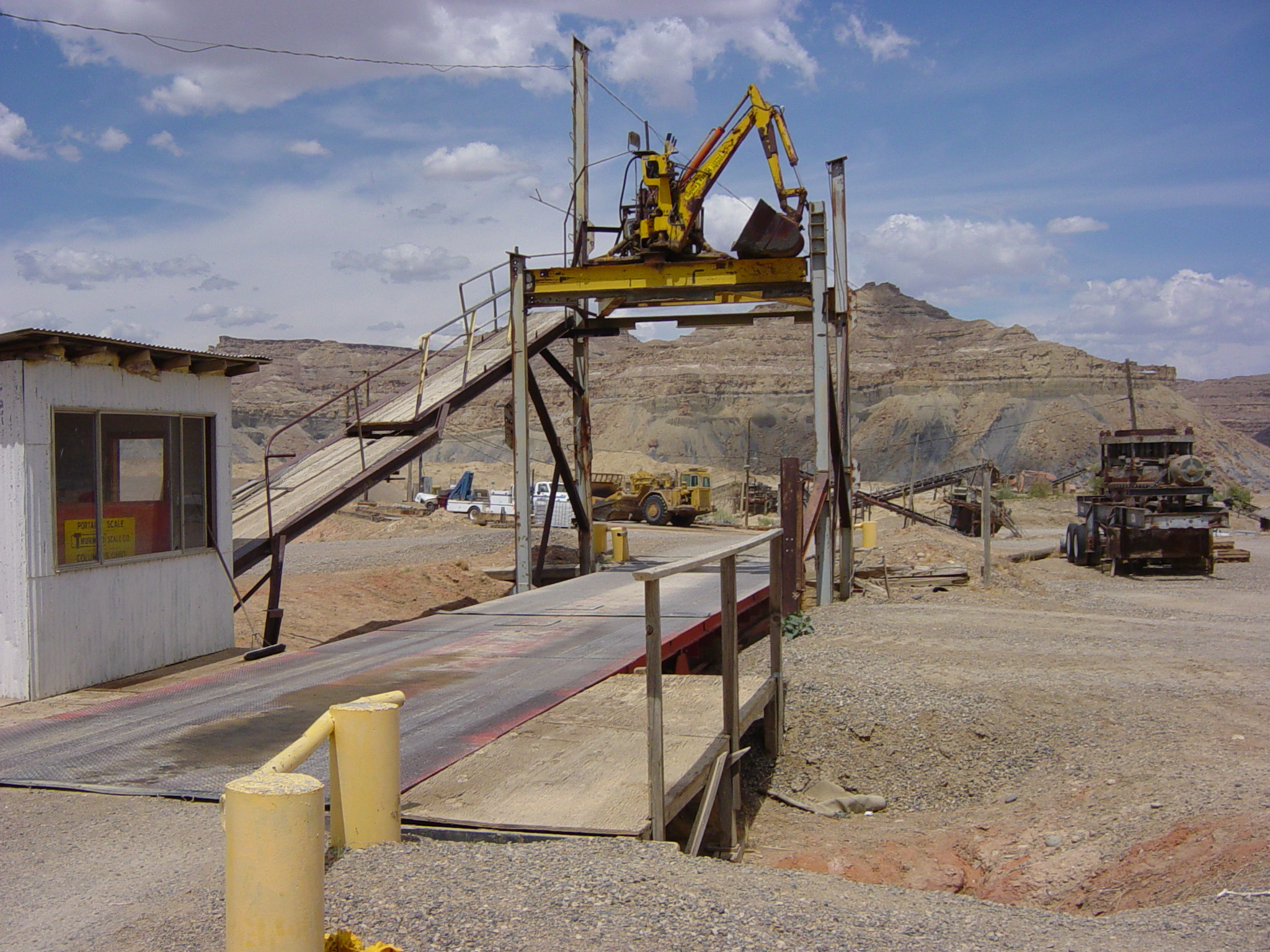
Weegbrug voor voertuigen

Treingewicht is een maat die wordt gebruikt om het totaalgewicht van een samenstel van voertuigen aan te geven.

## Naamgeving
De naam heeft niet alleen met treinen als zodanig te maken maar ook met een gekoppeld samenstel van allerlei voertuigen, bijvoorbeeld:
- vrachtwagens met oplegger of aanhanger, of combinaties hiervan,
- landbouwtrekkers met één of meer aanhangers,
- (personen)auto's met aanhanger of caravan,
- treinen.

## Definities
Het treingewicht is de som van:
Het ledig gewicht, vermeerderd met het laadvermogen van het trekkende voertuig + het ledig gewicht, vermeerderd met het laadvermogen van het/de getrokken voertuig(en).
De RDW noemt treingewicht:
Het treingewicht is de hoogte van het totale gewicht van het samenstel van het trekkende en het getrokken voertuig samen.

## Voorbeeld
Bij dit voorbeeld is uitgegaan van het gewicht vermeld op de kentekenbewijzen van betreffende voertuigen. In de praktijk blijkt echter dat voertuigen vaak zwaarder zijn dan op het kentekenbewijs aangegeven. Ook is het lastig in te schatten hoe zwaar men de auto beladen heeft. Om het treingewicht exact vast te stellen dient men gebruik te maken van een weegbrug.
| Deze combinatie kan/mag maximaal wegen: |          |
| --------------------------------------- | -------- |
| Eigengewicht trekkend voertuig          | 1.204 kg |
| Laadvermogen trekkend voertuig          | 500 kg   |
| Eigengewicht getrokken voertuig         | 745 kg   |
| Laadvermogen getrokken voertuig         | 245 kg   |
| Totaal toegestaan treingewicht          | 2.694 kg |